# Turnverein 1886 Langenselbold

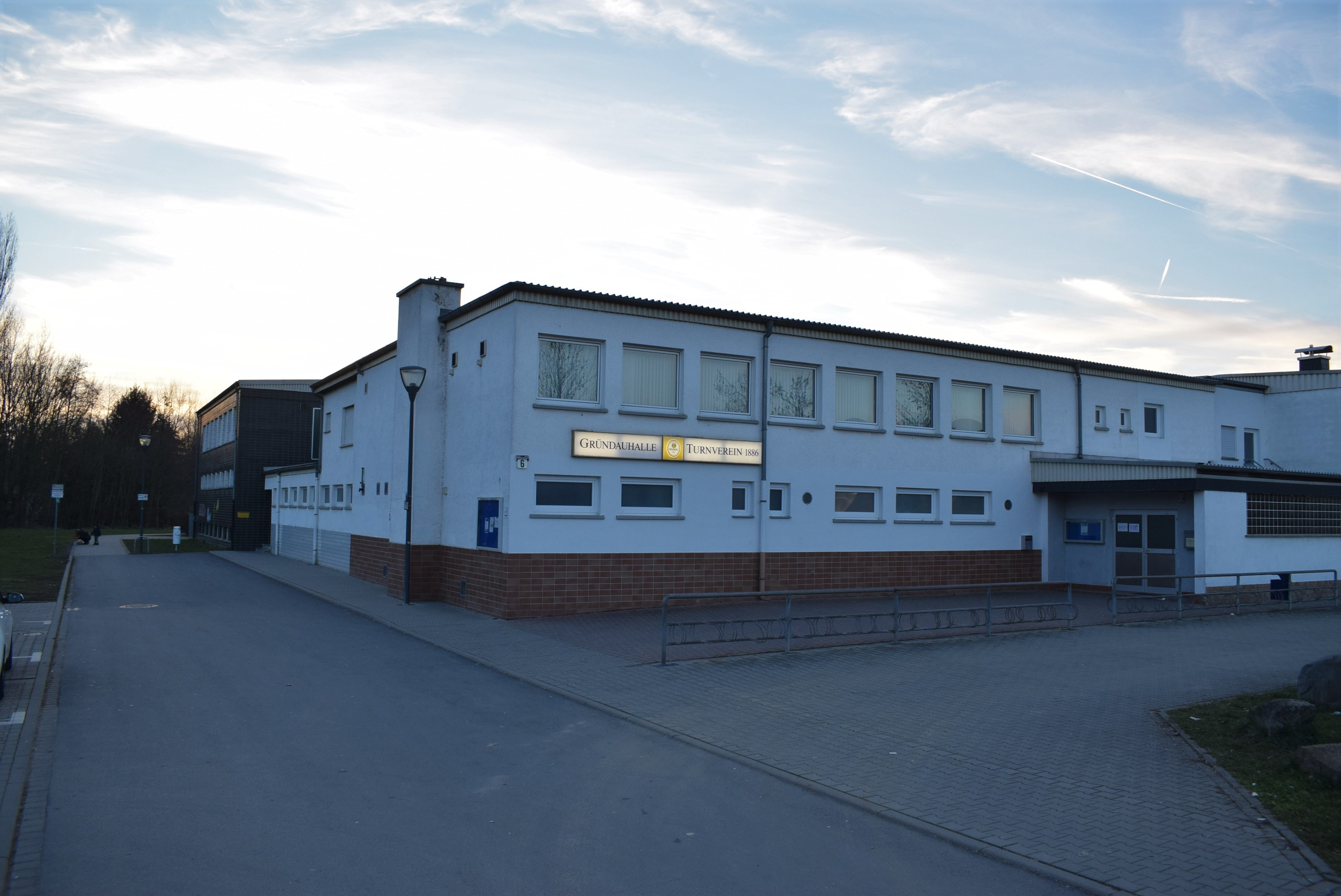
Die Gründauhalle vom Parkplatz aus gesehen

Der Turnverein 1886 Langenselbold ist ein gemeinnütziger Sportverein aus Langenselbold. Der TVL ist mit rund 1700 Mitgliedern der größte Verein Langenselbolds und einer der größten im Sportkreis Main-Kinzig.
Neben den Abteilungen Badminton, Handball, Karneval, Leichtathletik, Turnen, Twirling und Wandern werden Rehabilitations- und Gesundheitssportkurse sowie Fitnesskurse angeboten. Ein großer Teil des Sportangebots und der Veranstaltungen des Turnvereins finden in der vereinseigenen Gründauhalle statt. Diese beherbergt außerdem das Vereinsheim und die Geschäftsstelle des Vereins. Der Verein nutzt aber auch sämtliche kommunalen und kreiseigenen Sportstätten für seine Sportangebote.

## Twirling
Die Abteilung Twirling konnte seit den 1980ern weit über 100 deutsche Meisterschaftstitel erringen sowie an internationalen Turnieren wie Europa- und Weltmeisterschaften teilnehmen. Als Verein ist der TV Langenselbold insgesamt 16 Mal Ranglistensieger des Deutschen Twirling-Sport-Verbands geworden und ist somit Rekordmeister unter den Mitgliedsvereinen des DTSV. Auch wenn die erfolgreichsten Zeiten einige Jahre zurück liegen, bildet die Abteilung immer wieder junge Sportlerinnen aus, die an deutschen Meisterschaften teilnehmen und Podestplätze erringen können.

## Weitere Abteilungen
Die Abteilung Handball ist Jugendverein der Bundesligaspielerin und ehemaligen Kapitänin der deutschen Handballfrauennationalmannschaft Kim Irion sowie der Bundesligaspielerin und Jugendnationalspielerin Anika Hampel.
Die Jugendmannschaften spielen als JSG Buchberg in einer Spielgemeinschaft mit der Handballabteilung der TGS Niederrodenbach aus dem benachbarten Rodenbach. und konnten mehrfach Hessenmeisterschaften gewinnen, bei der Endrunde zur deutschen B-Jugend-Meisterschaft 2019 erreichte die Mannschaft das Achtelfinale.
Am Spielbetrieb des TV Langenselbold nehmen je zwei Frauen- und zwei Männermannschaften teil. Die erste Frauenmannschaft spielt seit der Saison 2013/14 in der fünftklassigen Landesliga Süd Hessen. Die erste Männermannschaft spielt seit der Meisterschaft und dem damit verbundenen Aufstieg in der Saison 2021/22 in der Bezirksoberliga Offenbach/Hanau.
Im Jahr 1931 errang die Männermannschaft die Kreismeisterschaft und im darauffolgenden Jahr die Bezirksmeisterschaft. Damit verbunden war der Aufstieg in die süddeutsche Gauliga, der zweithöchsten Spielklasse zu dieser Zeit.